# Rantigny
Rantigny – miejscowość i gmina we Francji, w regionie Hauts-de-France, w departamencie Oise.
Według danych na rok 1990 gminę zamieszkiwało 2500 osób, a gęstość zaludnienia wynosiła 601 osób/km² (wśród 2293 gmin Pikardii Rantigny plasuje się na 97. miejscu pod względem liczby ludności, natomiast pod względem powierzchni na miejscu 953.).